# Delphacodes exigua
Delphacodes exigua är en insektsart som först beskrevs av Karl Henrik Boheman 1847.  Delphacodes exigua ingår i släktet Delphacodes och familjen sporrstritar. Inga underarter finns listade i Catalogue of Life.